# Russo
Russo ist als Variante von Rossi ein italienischer Familienname.

## Herkunft und Bedeutung
Er ist vor allem im Süden Italiens verbreitet (heute durch Migration auch in den Industriezentren im Norden), während Rossi im Norden überwiegt. Weiters ist er der zweithäufigste Nachname in Italien; Rossi ist auf Rang eins.
Zumindest einige Russos leiten ihren Namen vom normannischen Grafen Hugo dem Roten (Ugone il Rosso, 12. Jahrhundert, Sizilien) ab. Sei es, dass das als Legende zu verstehen ist, sei es, dass es konkrete Hinweise dafür gibt: Bei so vielen Namensträgern ist jedenfalls zu erwarten, dass der Name mehrmals in verschiedenen, nicht miteinander verwandten Familien entstanden ist. Der Name bedeutet „rot“ und bezieht sich meistens auf das Kopfhaar oder den Bart. Deutsche Entsprechungen sind demnach die Namen Roth und Fuchs.

## Namensträger

### A
- Aaron Russo (1943–2007), US-amerikanischer Geschäftsmann, Filmemacher und Politiker
- Adam Russo (* 1983), italo-kanadischer Eishockeytorhüter
- Adriana Russo (* 1954), italienische Schauspielerin
- Alecu Russo (1819–1859), rumänischer Patriot und Schriftsteller
- Alessia Russo (* 1999), englische Fußballspielerin
- Anastasia Russo (* 2011), spanische Schauspielerin und Model
- Andrea Russo (Autorin) (* 1968), deutsche Schriftstellerin
- Andrea Russo (Sportler) (* 1997), italienischer Turner
- Andrea Russo (Rennfahrer) (* 1997), italienischer Autorennfahrer
- Angela Russo-Otstot (* 1978), US-amerikanische Drehbuchautorin und Filmproduzentin
- Anica Russo (* 2000), deutsche Sängerin
- Anna Dello Russo (* 1962), italienische Modejournalistin, Redakteurin und Autorin
- Anthony Russo (* 1973), US-amerikanischer Filmregisseur, siehe Anthony und Joe Russo

### B
- Barry Russo (1925–2003), US-amerikanischer Filmschauspieler
- Bill Russo (1928–2003), US-amerikanischer Jazzmusiker, Komponist und Arrangeur

### C
- Cailin Russo (* 1993), US-amerikanische Musikerin und Midel
- Carlo Russo (1920–2007), italienischer Politiker und Richter
- Carlo Ferdinando Russo (1922–2013), italienischer Philologe
- Carmen Russo (* 1959), italienische Schauspielerin und Sängerin
- Carmine Russo (* 1976), italienischer Fußballschiedsrichter
- Clara Russo (1876–1943), deutsche Opernsängerin
- Clément Russo (* 1995), französischer Radsportler
- Clemente Russo (* 1982), italienischer Boxer

### D
- Dan Russo (1885–1956), US-amerikanischer Violinist und Bigband-Leader
- Daniel Russo (* 1948), französischer Schauspieler, Drehbuchautor und Synchronsprecher
- Daniele Russo (Fußballspieler, 1973) (* 1973), italienischer Fußballspieler und -trainer
- Daniele Russo (Fußballspieler, 1985) (* 1985), schweizerisch-italienischer Fußballspieler
- Dario Russo, australischer Drehbuchautor, Regisseur und Produzent
- David Russo, US-amerikanische Musiker und Komponist
- Deanna Russo (* 1979), US-amerikanische Schauspielerin
- Derek Russo (* 1975), US-amerikanischer Schauspieler

### E
- Eddie Russo (1925–2012), US-amerikanischer Rennfahrer
- Eugenie Russo (* 1954), US-amerikanisch-österreichische Pianistin
- Eugenio Russo (* 1946), italienischer Archäologe
- Eva Russo (* 1966), italienische Fußballspielerin

### G
- Giacomo Russo (1937–1967), italienischer Rennfahrer
- Gianni Russo (* 1943), US-amerikanischer Schauspieler und Sänger
- Giuni Russo (eigentlich Giuseppa Romeo; 1951–2004), italienische Sängerin
- Giuseppe Russo (* 1966), italienischer Geistlicher, Bischof von Altamura-Gravina-Acquaviva delle Fonti

### I
- Ilia Russo (* 1986), belarussischer Tanzsportler

### J
- James Russo (* 1953), US-amerikanischer Schauspieler
- Jeff Russo (* 1969), US-amerikanischer Komponist und Gitarrist
- Joe Russo (Rennfahrer) (1901–1934), US-amerikanischer Autorennfahrer
- Joe Russo (* 1971), US-amerikanischer Filmregisseur, siehe Anthony und Joe Russo
- Joe Russo (Musiker) (* 1976), US-amerikanischer Schlagzeuger
- John A. Russo (* 1939), US-amerikanischer Drehbuchautor und Filmregisseur
- José Luis Russo (* 1958), uruguayischer Fußballspieler

### L
- Luciano Russo (* 1963), römisch-katholischer Erzbischof und Diplomat
- Lucio Russo (1944–2025), italienischer Physiker, Mathematiker und Wissenschaftshistoriker
- Luigi Russo (Politiker, 1882) (1882–1964), italienischer Präfekt und Politiker
- Luigi Russo (Romanist) (1892–1961), italienischer Romanist, Italianist und Literaturwissenschaftler
- Luigi Russo (Politiker, 1904) (1904–1992), italienischer Politiker
- Luigi Russo (Regisseur, 1931) (1931–2014), italienischer Regisseur, Drehbuchautor, Filmeditor und Kameramann
- Luigi Russo (Fußballspieler) (* 1964), italienischer Fußballspieler
- Luigi Russo (Regisseur, 1970) (* 1970), italienischer Regisseur und Schauspieler

### M
- Mariné Russo (* 1980), argentinische Hockeyspielerin
- Mario Russo (Maler) (1925–2000), italienischer Maler
- Mario Russo (Regisseur) (* 1926), italienischer Filmregisseur
- Mario Russo (Fußballspieler) (1948–2017), italienischer Fußballspieler und -trainer
- Marta Russo (1975–1997), italienische Jurastudentin
- Marty Russo (* 1944), US-amerikanischer Politiker
- Matías Russo (* 1985), argentinischer Autorennfahrer
- Michele Russo (1945–2019), Bischof von Doba

### N
- Nadia Russo (1901–1988), russisch-rumänische Pilotin
- Nino Russo (Regisseur) (* 1939), italienischer Regisseur und Autor
- Nino Russo (Chemiker) (* 1947), italienischer Chemiker
- Nino Russo (Comicautor) (eigentlich Gaetano Russo; * 1960), italienischer Comicautor

### O
- Onofrio Russo (* 1953), italienischer Autorennfahrer

### P
- Patricia Russo (* 1952), US-amerikanische Managerin
- Patti Russo (* 1964), US-amerikanische Sängerin
- Paul Russo (1941–1976), US-amerikanischer Rennfahrer
- Philibert Russo (1885–1965), französischer Militärarzt und Geologe
- Piera Russo (* 1991), italienische Schauspielerin

### R
- Renato Russo (1960–1996), brasilianischer Sänger und Komponist
- Rene Russo (* 1954), US-amerikanische Filmschauspielerin
- Renzo Russo, italienischer Regisseur und Drehbuchautor
- Richard Russo (* 1949), US-amerikanischer Schriftsteller
- Richard Paul Russo (* 1954), US-amerikanischer Science-Fiction-Autor
- Robbie Russo (* 1993), US-amerikanischer Eishockeyspieler
- Roberto Russo (Regisseur) (* 1947), italienischer Filmregisseur und Drehbuchautor
- Roberto Russo (Fußballspieler, 1959) (* 1959), italienischer Fußballspieler
- Roberto Russo (Pianist) (* 1966), italienischer Pianist und Komponist
- Roberto Russo (Fußballspieler, 1982) (Roberto Emilio Russo; * 1982), argentinischer Fußballspieler
- Rosa Russo Iervolino (* 1936), italienische Politikerin

### S
- Sonny Russo (1929–2013), US-amerikanischer Jazzmusiker
- Stefano Russo (* 1961), italienischer Geistlicher, Bischof von Velletri-Segni und Frascati
- Stefano Russo (Fußballspieler) (* 2000), deutscher Fußballspieler

### T
- Tommaso Russo (* 1971), italienischer Boxer im Mittelgewicht

### V
- Vito Russo (1946–1990), US-amerikanischer Autor
- Vittorio Russo (1934–1997), italienischer Romanist, Italianist und Danteforscher

### W
- Wilhelm Russo (1900–1954), deutscher Journalist und Bibliothekar